# Wasa-Station
Koordinaten: 73° 2′ 23,6″ S, 13° 23′ 54,9″ W
Wasa ist eine schwedische Forschungsstation im antarktischen Königin-Maud-Land. Sie befindet sich auf dem 365 m hohen Basen in den Kraulbergen etwa 120 km von der Küste entfernt und wird nur im Südsommer betrieben. In unmittelbarer Nachbarschaft liegt die finnische Station Aboa. Der gesamte Komplex trägt die Bezeichnung Nordenskiöldbasen.
Die Station ist für 12 Forscher konzipiert und wird von der Behörde Polarforskningssekretariatet geleitet. Neben dem 133 m² großen Hauptgebäude gibt es Arbeits- und Observationsmodule. Die Stromversorgung erfolgt mit Hilfe von Windkraft- und Sonnenenergieanlagen. Für Expeditionen in die nähere Umgebung stehen Kettenraupen, Wohncontainer, Schneemobile und Schlitten bereit.
Die Einweihung der Station Wasa erfolgte im Laufe der schwedischen Antarktisexpedition SWEDARP 1988/89 am 17. Januar 1989. Mit dieser Maßnahme wollte Schweden seinen Status als Konsultativstaat innerhalb des Antarktisvertrages untermauern, dem das Land 1984 beigetreten war.
Schweden betreibt weiterhin die Antarktis-Station Svea im Gebirgszug Heimefrontfjella.